# Ліка Кавжарадзе
Ліка Віссаріонівна Кавжарадзе (груз. ლიკა ბესარიონის ასული ქავჟარაძე; 26 жовтня 1959, Тбілісі — 11 жовтня 2017, там же) — радянська і грузинська акторка.

## Біографія
У 1973 році закінчила Тбіліську консерваторію імені Сараджішвілі по класу фортепіано.
Дебютувала в кіно роллю дівчинки з квітами в кримінальній драмі «Коли зацвів мигдаль». Популярність їй принесла роль Маріти у фільмі Тенгіза Абуладзе «Дерево бажання». Всього за свою кар'єру акторка зіграла в 32 фільмах.
Захопленням акторки було малювання. Картини Кавжарадзе виставлялися в кількох галереях.
Акторка була одружена із Сандро Тактакішвілі. Син Леван живе в США, працює юристом.
Померла Ліка Кавжарадзе у власній квартирі у Тбілісі. Причиною смерті став серцевий напад. Панахида відбулася у Кафедральному соборі Святої Трійці — Самеба. Вшанувати пам'ять акторки прийшли політики, прихильники, друзі та колеги.
Похована на кладовищі в районі Ваке у Тбілісі.

## Фільмографія
Якщо не вказано інше, фільмографія складена за даними з баз: Internet Movie Database, КиноПоиск та Національна фільмографія Грузії
| Рік         |    | Українська назва                                            | Оригінальна назва                            | Роль                                                           |
| ----------- | -- | ----------------------------------------------------------- | -------------------------------------------- | -------------------------------------------------------------- |
| 1972        | ф  | Коли зацвів мигдаль                                         | როცა აყვავდა ნუში                            | Дівчинка з букетом (немає в титрах)                            |
| 1972        | кф | Фонтан                                                      | შადრევანი                                    | дівчинка в парку                                               |
| 1973        | тф | Чудовий костюм                                              | მშვენიერი კოსტუმი                            | Елісо ელისო                                                    |
| 1975        | кф | Кавказький романс з кіноальманаху «Любов, велика сила твоя» | კავკასიური რომანსი                           | Марджані, донька князя Атажука Вахварі, кохана Азамата მარჯანი |
| 1976        | ф  | Дерево бажання                                              | ნატვრის ხე                                   | Маріта მარიტა                                                  |
| 1977        | тф | Запасне колесо                                              | სათადარიგო ბორბალი                           | Ліка ლიკას                                                     |
| 1977        | тф | Метелик                                                     | პეპელა                                       | дівчина გოგონა                                                 |
| 1978        | тф | Любов, Іверія та ...                                        | სიყვარული, ივერია და ...                     | Ліка ლიკას                                                     |
| 1979        | ф  | Дюма на Кавказі                                             | Дюма на Кавказі                              | Марджанет                                                      |
| 1980        | тф | До зустрічі, друг...                                        | მუდმივი მეგობარი შეხვედრამდე მეგობარო...     | дівчина გოგონა                                                 |
| 1982        | ф  | Дмитро II                                                   | დიმიტრი II                                   | Цариця Нана დედოფალი ნანა                                      |
| 1982        | тф | Загадка кубачинського браслету                              | Загадка кубачи́нского браслета                | Саїда                                                          |
| 1983        | ф  | Блакитні гори, або Неправдоподібна історія                  | ცისფერი მთები ანუ დაუჯერებელი ამბავი         | актриса მსახიობი                                               |
| 1984        | тф | Сніг у вересні                                              | Сніг у вересні                               | Заїра                                                          |
| 1985        | тф | Чоловіки та всі інші, новела «Чемпіони»                     | მამაკაცები და სხვები                         | Ека, наречена боксера Луки Бетанелі                            |
| 1985        | ф  | Прощай, зелень літа ...                                     | Алвід, гур уошлігім                          | сусідка акторка                                                |
| 1985        | тф | Сім'я                                                       | ოჯახი                                        | Кеті ქეთი                                                      |
| 1986        | ф  | Арена несамовитих                                           | ჭიდაობას რა უნდა                             | Гюлі გიული                                                     |
| 1986        | тф | Весела хроніка небезпечної подорожі                         | არგონავტები                                  | Медеяმედეა                                                     |
| 1987        | тф | У пошуках втраченого скарбу                                 | ვამეხი მოდის დაკარგული საგანძურის საძებნელად | Лалі ლალი                                                      |
| 1988        | тф | Повернення Урузмага                                         | Повернення Урузмага Шаблон:УмтФільмі         |                                                                |
| 1989        | ф  | Виконавець 977                                              | ჩვენი კეთილმოწყობილი საზოგადოება             | შემსრულებელი N 977 Шаблон:УмтФільмі                            |
| 1992 — 1992 | с  | Золотий павук                                               | ოქროს ობობა                                  | Елла ელა                                                       |
| 1992        | ф  | Сонце несплячих                                             | უძინართა მზე                                 | наречена                                                       |
| 1994        | ф  | Тільки раз                                                  | მხოლოდ ერთხელ                                | Нана ნანა                                                      |
| 1994        | ф  | Вбита душа                                                  | ჩაკლული სული                                 | Ната Церетелі (дружина Тамаза Енгурі) ნატო წერეთელი            |
| 1998        | ф  | Кавказька ніч                                               | Die kaukasische Nacht                        | Наташа                                                         |
| 2003 — 2003 | с  | 27 драконів                                                 | 27 დრაკონი                                   |                                                                |
| 2013 — 2013 | с  | Медуза Горгона                                              | მედუზა გორგონა                               |                                                                |